# Pituffik

Pituffik (la aproximativ 76°32′N 68°45′V / 76.533°N 68.750°V) era altădată un sat de vânători groenlandezi inuiți,  înainte de construcția bazei aeriene de la Thule de către Statele Unite ale Americii în 1951. În 1953, toți locuitorii din Pituffik, dundașii, au fost relocați spre nord, în satul Qaanaaq, acum denumit și „Noul Thule”.
Baza aeriană de la Thule nu este o localitate, ci o enclavă din Groenlanda. În ianuarie 2005, au fost recenzați 235 de locuitori.